# Liste des évêques de Cleveland
La liste des évêques de Cleveland recense les noms des évêques placés à la tête du diocèse de Cleveland (Dioecesis Clevelandensis), dans l'Ohio aux États-Unis, depuis sa création le 23 avril 1847, par détachement de celui de Cincinnati.

## Sont évêques
- 23 avril 1847-22 août 1870 : Amédée Rappe (Louis Amédée Rappe)
- 22 août 1870-15 février 1872 siège vacant
- 15 février 1872-† 13 avril 1891 : Richard Gilmour
- 14 décembre 1891-† 13 mai 1908 : Ignatius Horstmann (Ignatius Frédérick Horstmann)
- 18 mars 1909-† 12 février 1921 : John Farrelly (John Patrick Farrelly)
- 16 juin 1921-† 2 novembre 1945 : Joseph Schrembs
- 2 novembre 1945-† 22 septembre 1966 : Edward Hoban (Edward Francis Hoban)
- 22 septembre 1966-5 juin 1974 : Clarence Issenmann (Clarence George Issenmann)
- 5 juin 1974-17 juin 1980 : James Hickey (James Aloysius Hickey)
- 13 novembre 1980-4 avril 2006 : Anthony Pilla (Anthony Michaël Pilla)
- 4 avril 2006-28 décembre 2016 : Richard Lennon (Richard Gérard Lennon)
- 11 juillet 2017-23 janvier 2020 : Nelson Perez (Nelson Jesus Perez) - transféré à Philadelphie.
- depuis le 16 juillet 2020 : Edward Malesic (Edward Charles Malesic)

## Sources
- Fiche du diocèse sur catholic-hierarchy.org